# AleMor
Alejandra Mor Tatis (nacida el 4 de diciembre de 1988), más conocida como AleMor, es una músico, cantante y compositora colombiano-estadounidense. Su estilo musical es diverso y abarca diferentes géneros como pop, alternativa latina, rock, bolero, r&b, soul, neo-soul y hip hop.
En 2021, AleMor ganó reconocimiento con su EP debut titulado "Alemorología", que mostró su talento excepcional y su estilo único. El EP recibió elogios de la crítica y fue nominado a los Premios Grammy Latinos 2021 en la categoría de Mejor Álbum Cantautor.
En 2023, AleMor continuó causando sensación en la industria de la música con su primer álbum, "Beautiful Humans Vol. 1". Este álbum, enriquecido con colaboraciones únicas y diversas influencias musicales, capturó los corazones de los oyentes de todo el mundo. Cabe destacar que "Beautiful Humans Vol. 1" recibió otra prestigiosa nominación, esta vez en la Categoría 5 como Mejor Álbum de Pop Latino. en los Premios Grammy Latinos 2023. El evento marcará una ocasión histórica ya que se celebrará en Europa por primera vez, en la encantadora ciudad de Sevilla, España.

## Biografía

### Primeros años de vida
AleMor es una cantautora colombiana nacida en Bogotá, conocida por su música cautivadora y letras sentidas. Mostró su talento artístico desde una edad temprana, a menudo invitando a su familia a conciertos improvisados que insinuaban su futuro en la industria de la música. La educación inicial de AleMor en el Liceo Francés de Bogotá no solo le proporcionó una sólida base académica, sino que también le permitió cultivar un profundo amor por los idiomas, una pasión que más tarde infundiría a su música un rico y diverso tapiz cultural.
A la edad de 12 años, la familia de AleMor se mudó a Miami, Florida. Esta transición marcó un momento crucial en su vida cuando comenzó a sumergirse no sólo en la cultura estadounidense sino también en el entorno vibrante y multicultural de la ciudad.

## Carrera musical
Entre 2019 y 2020, AleMor dio un paso significativo en su carrera al participar en "La Voz US", un prestigioso concurso de canto. Esta experiencia le permitió perfeccionar aún más sus habilidades como cantante profesional y ampliar su alcance como artista.
En 2021, AleMor logró un hito importante con el lanzamiento independiente de su álbum debut, titulado “Alemorología”. Este notable trabajo no sólo mostró su extraordinario talento sino que también le valió una codiciada nominación al Grammy Latino en la categoría a Mejor Álbum de Cantautor. Compartió este distinguido reconocimiento con otros artistas destacados, entre ellos Mon Laferte, Covi Quintana, Alex Cuba y Rozalén .
Avance rápido hasta mayo de 2023, y AleMor presenta su muy esperado primer álbum, "Beautiful Humans Vol. 1". Esta nueva obra maestra es un testimonio de su crecimiento artístico y versatilidad. En colaboración con una amplia gama de artistas, cada pista del álbum ofrece un ritmo y sonido únicos al tiempo que conserva la esencia distintiva e inconfundible de AleMor. Producido por el talentoso dúo formado por Juan Carlos Pérez Soto y Bruno Romano, "Beautiful Humans Vol. 1" es una invitación para que los oyentes se embarquen en un viaje emocional. El álbum explora temas de vulnerabilidad, amor propio, tristeza y la profunda alegría que define la experiencia humana.
Cabe destacar que "Beautiful Humans Vol. 1" recibió una nominación en la prestigiosa Categoría 5 como Mejor Álbum Vocal Pop en los Premios Grammy Latinos 2023.
Con este lanzamiento y su nominación al Latin Grammy, AleMor continúa celebrando la vida a través de su música y reafirma su estatus como una estrella en ascenso en el mundo de la música latina.

## Discografía

### Álbumes de estudio
- 2021: "Alemorología"
- 2023: "Humanos Hermosos Vol. 1"

## Premios y nominaciones

### Premios Grammy Latinos
Un Premio Grammy Latino es un galardón de la Academia Latina de Artes y Ciencias de la Grabación para reconocer logros sobresalientes en la industria de la música. AleMor ha recibido dos nominaciones.
| Año  | Obra nominada           | Premio                | Resultado |
| ---- | ----------------------- | --------------------- | --------- |
| 2021 | Alemorología            | Mejor álbum vocal pop | Nominado  |
| 2023 | Beautiful Humans Vol. 1 | Mejor álbum cantautor | Nominado  |